# Hamiso Tabuai-Fidow

a Compétitions nationales et continentales officielles uniquement.

b Matchs officiels uniquement.
Hamiso Tabuai-Fidow, né le 5 septembre 2001 à Cairns (Australie), est un joueur australien de rugby à XIII, évoluant au poste d'arrière, de centre ou d'ailier dans les années 2020.
Natif d'Australie avec des origines samoanes, Hamiso Tabuai-Fidow excelle dans sa jeunesse au rugby à XIII, au rugby à XV et au football australien. Il porte son choix sur le rugby à XIII en 2017 et intègre les équipes jeunes des North Queensland Cowboys. Il fait ses débuts en National Rugby League lors de la saison 2020 où il est aussitôt titulaire dans les lignes arrières. Redoutable marqueur d'essais, il rejoint ensuite la nouvelle franchise intégrant la NRL les Dolphins où il excelle au poste d'arrière.
Dès sa seconde saison, Hamiso Tabuai-Fidow fait l'objet de convoitises des sélections. Il opte pour les Samoa pour disputer la Coupe du monde en 2022 où sa sélection perd en finale contre l'Australie. La saison suivante, en 2023, il prête allégeance pour l'Australie et compte désormais six sélections. Pour la sélection représentative, il est sélectionné dans l'équipe du Queensland dès 2021, et remporte la série de 2023.

## Palmarès
- Collectif : 
  - Vainqueur du State of Origin : 2023 (Queensland).
  - Finaliste de la Coupe du monde : 2022 (Samoa).

### Détails en club
| Saison | Saison                   | Championnat | Championnat  | Championnat | Championnat | Championnat | Championnat | Championnat | State of Origin | State of Origin | State of Origin | State of Origin | State of Origin | State of Origin | State of Origin | Sélection | Sélection | Sélection | Sélection | Sélection | Sélection | Sélection |
| Saison | Saison                   | Comp.       | Class.       | M           | Pts         | Ess.        | Buts        | Dp.         | Ed.             | Rés.            | M               | Pts             | Ess.            | Buts            | Dp.             | Compet.   | M         | Pts       | Ess.      | Buts      | Dp.       |           |
| ------ | ------------------------ | ----------- | ------------ | ----------- | ----------- | ----------- | ----------- | ----------- | --------------- | --------------- | --------------- | --------------- | --------------- | --------------- | --------------- | --------- | --------- | --------- | --------- | --------- | --------- | --------- |
| 2020   | North Queensland Cowboys | NRL         | 14e          | 14          | 24          | 6           | -           | -           |                 |                 |                 |                 |                 |                 |                 |           |           |           |           |           |           |           |
| 2021   | North Queensland Cowboys | NRL         | 15e          | 13          | 32          | 8           | -           | -           | 2021            | Perdant         | 1               | 4               | 1               | -               | -               |           |           |           |           |           |           |           |
| 2022   | North Queensland Cowboys | NRL         | Finale prél. | 23          | 28          | 7           | -           | -           |                 |                 |                 |                 |                 |                 |                 | CM        | 1         | -         | -         | -         | -         |           |
| 2023   | Dolphins                 | NRL         | 13e          | 20          | 60          | 15          | -           | -           | 2023            | Vainqueur       | 3               | 16              | 4               | -               | -               |           | 3         | 8         | 2         | -         | -         |           |
| 2024   | Dolphins                 | NRL         | 10e          | 16          | 60          | 15          | -           | -           | 2024            | Perdant         | 3               | 16              | 4               | -               | -               |           | 3         | 8         | 2         | -         | -         |           |
| 2025   | Dolphins                 | NRL         |              | 5           | -           | -           |             |             |                 |                 |                 |                 |                 |                 |                 |           |           |           |           |           |           |           |